# Aloe cuspidata
Aloe cuspidata é uma espécie de liliopsida do gênero Aloe, pertencente à família Asphodelaceae.